# 列因峰
46°44′25.9″N 9°17′34.5″E / 46.740528°N 9.292917°E
列因峰（Piz Riein），是瑞士的山峰，位於該國東南部，由格勞賓登州負責管轄，屬於勒蓬廷阿爾卑斯山脈的一部分，海拔高度2,762米，每年平均降雨量1,929毫米。

## 外部連結
- Piz Riein on Hikr （页面存档备份，存于）